# Куртамиш
Куртамиш (на руски: Куртамыш) е град в Русия, административен център на Куртамишки район, Курганска област. Населението на града към 1 януари 2018 е 16 579 души.

## История
Селището е основано през 1745 година, през 1956 година получава статут на град.

## Население
| Година | Население |
| ------ | --------- |
| 1959   | 12 330    |
| 1970   | 16 340    |
| 1979   | 17 191    |
| 1989   | 19 155    |
| 2002   | 18 154    |
| 2010   | 17 851    |
| 2018   | 16 579    |